# Polygale faux-buis
Polygala chamaebuxus
Espèce

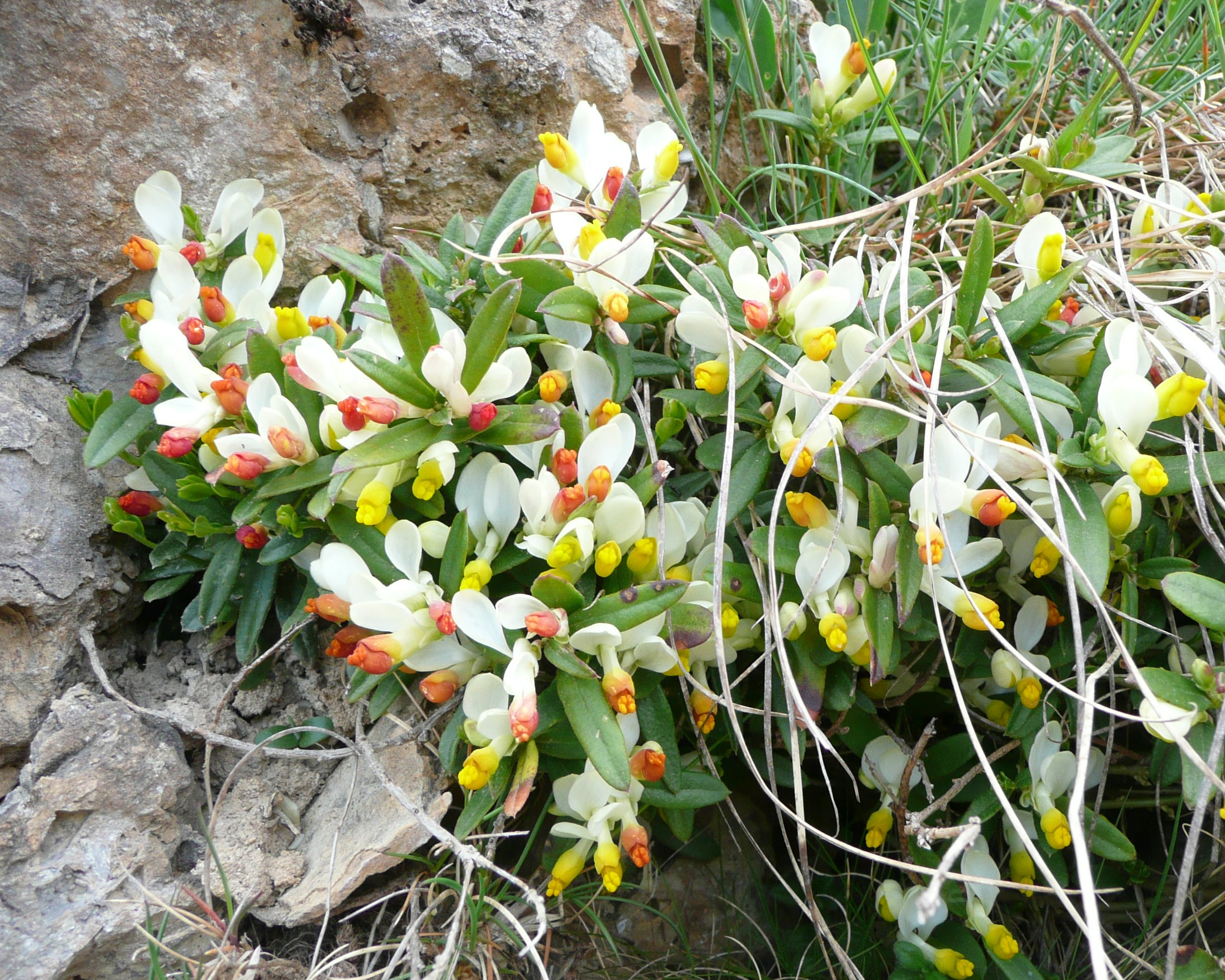

Le Polygale faux-buis (Polygala chamaebuxus), également appelé Polygale petit buis, est une espèce de plantes à fleurs de la famille des Polygalacées. C'est un sous-arbrisseau rampant. 

## Description
Les fleurs d'environ 1 cm de longueur, sont de forme phallique, aux ailettes blanches et à la carène évoluant du jaune pâle au rouge brique.

## Habitat
Le Polygale faux-buis apprécie les zones rocheuses et ensoleillées, à faible épaisseur de terre, où il cohabite avec le raisin d'ours ou la bruyère des neiges.